# رودخانه مائوله
رودخانه مائوله (به انگلیسی: Maule River) رودخانه‌ای به‌طول ۲۴۰ کیلومتر است که در شیلی جریان دارد.